# Saiakbai Usupov
Saiakbai Usupov (20 de octubre de 1995) es un luchador kirguís de lucha libre. Ganó una medalla de bronce en Campeonato Asiático de 2016. Segundo en Campeonato Asiático de Juniores de 2015